# Cinte murarie della provincia di Grosseto
Lista delle cinte murarie che caratterizzano le città, i centri e i borghi della provincia di Grosseto.

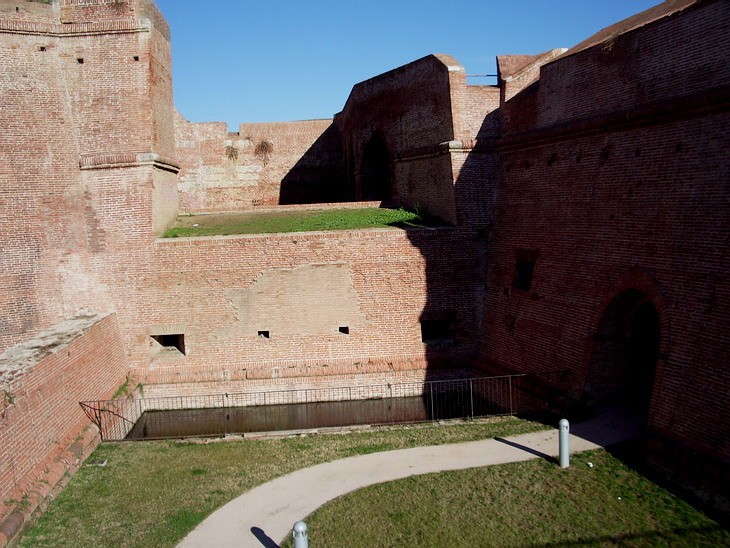
Mura di Grosseto, interno del Bastione Fortezza

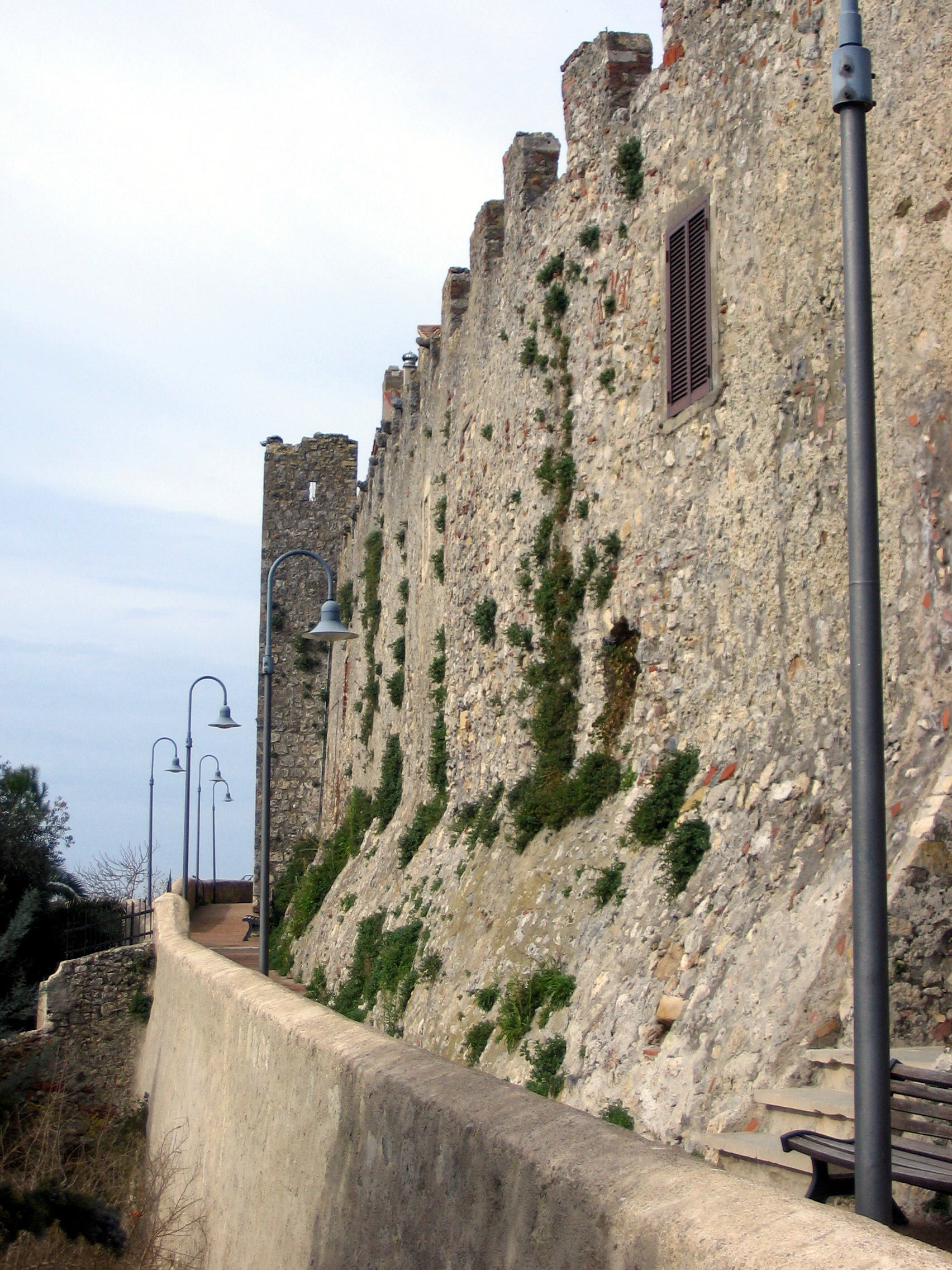
Mura di Capalbio

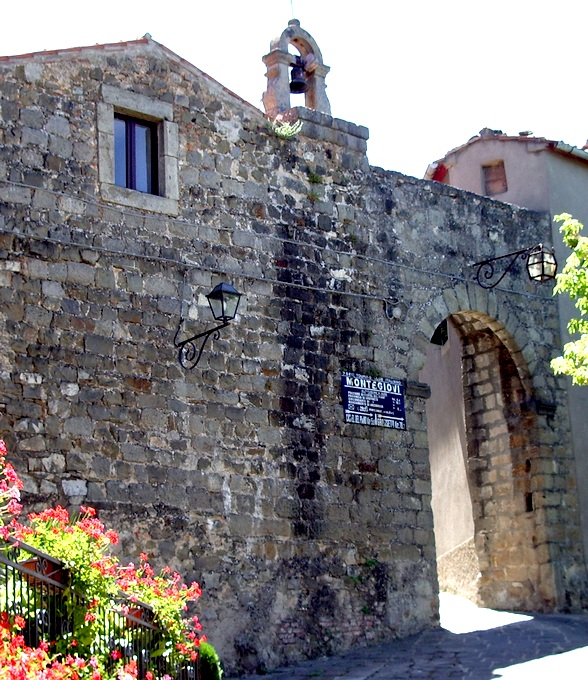
Mura di Montegiovi

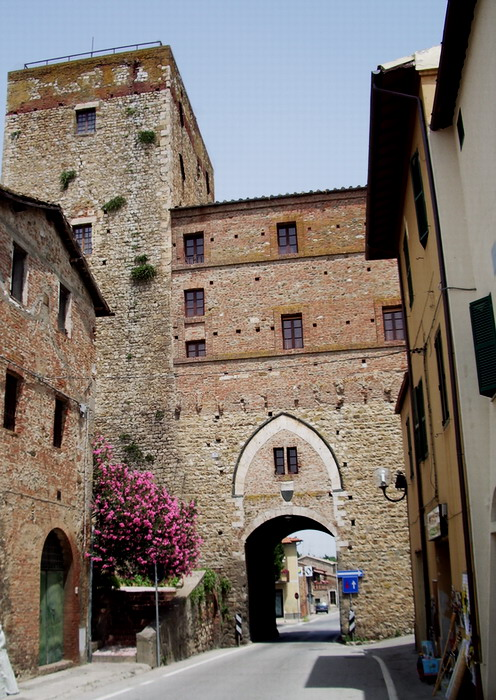
Mura di Paganico, il Cassero Senese

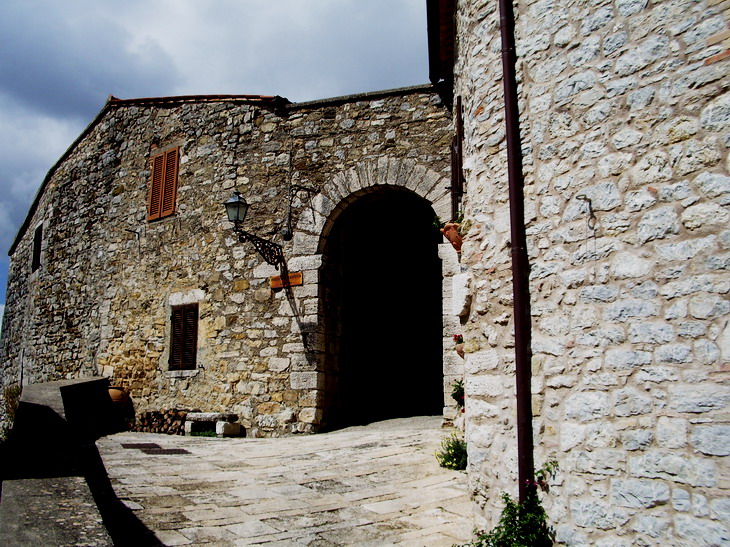
Mura di Rocchette di Fazio, la Porta del Castello

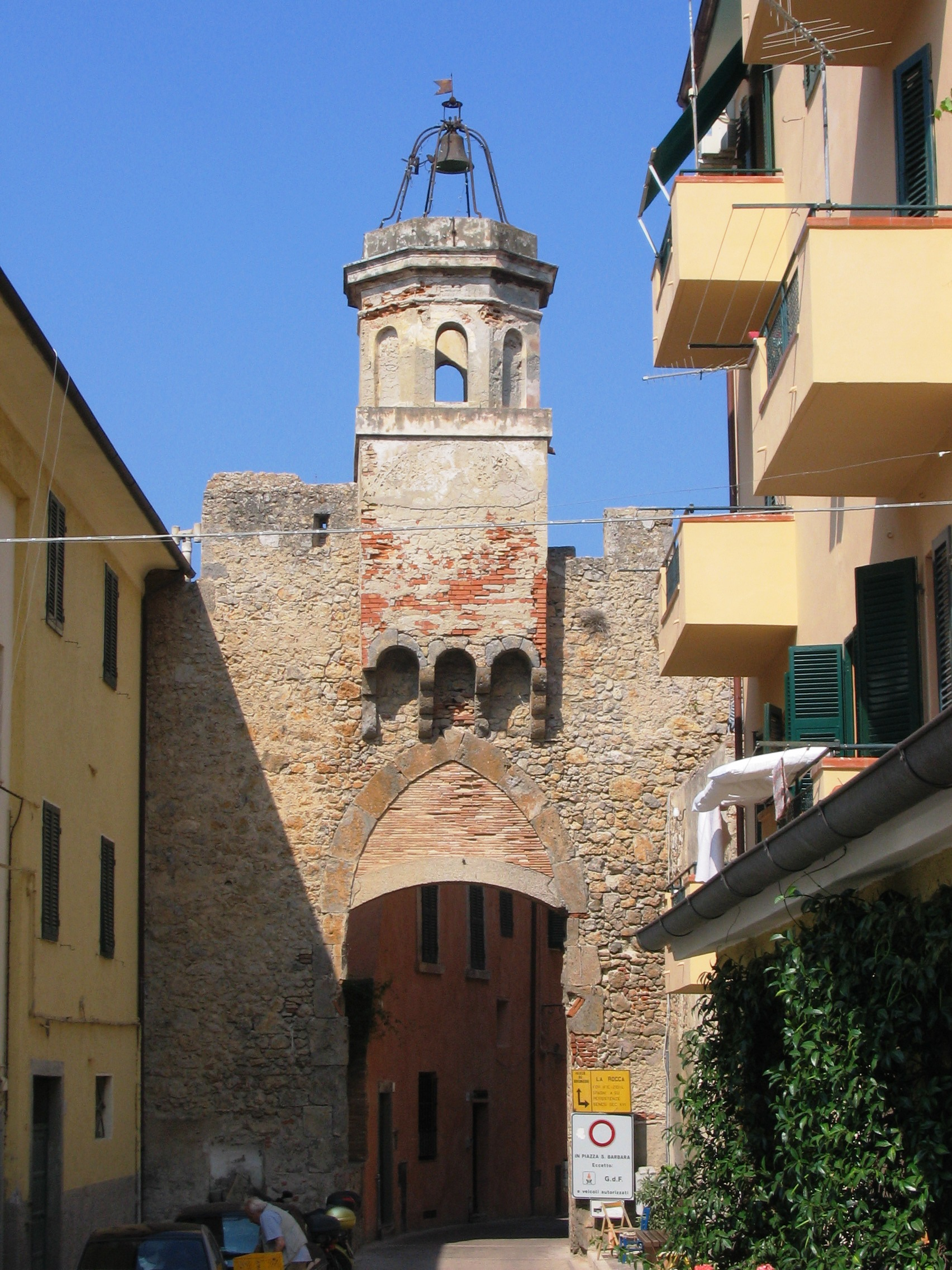
Mura di Porto Ercole, la Porta della rocca

- Arcidosso:
  - Mura di Arcidosso
  - Mura di Montelaterone

- Campagnatico:
  - Mura di Campagnatico
  - Mura di Montorsaio

- Capalbio:
  - Mura di Capalbio

- Castel del Piano:
  - Mura di Castel del Piano
  - Mura di Montegiovi
  - Mura di Montenero d'Orcia

- Castiglione della Pescaia:
  - Mura di Castiglione della Pescaia

- Cinigiano:
  - Mura di Monticello Amiata
  - Mura di Porrona

- Civitella Paganico:
  - Mura di Civitella Marittima
  - Mura di Paganico
  - Mura di Pari

- Gavorrano:
  - Mura di Gavorrano
  - Mura di Caldana
  - Mura di Giuncarico

- Grosseto:
  - Mura di Grosseto
  - Mura di Batignano
  - Mura di Istia d'Ombrone
  - Mura di Montepescali
  - Mura di Roselle

- Isola del Giglio:
  - Mura di Giglio Castello

- Magliano in Toscana:
  - Mura di Magliano in Toscana
  - Mura di Montiano
  - Mura di Pereta

- Manciano:
  - Mura di Manciano
  - Mura di Montemerano
  - Mura di Saturnia

- Massa Marittima:
  - Mura di Massa Marittima
  - Mura di Tatti

- Monte Argentario:
  - Mura di Porto Ercole

- Monterotondo Marittimo
  - Mura di Monterotondo Marittimo

- Montieri:
  - Mura di Montieri
  - Mura di Boccheggiano
  - Mura di Gerfalco
  - Mura di Travale

- Orbetello:
  - Mura di Orbetello
  - Mura di Cosa
  - Mura di Talamone

- Pitigliano:
  - Mura di Pitigliano

- Roccalbegna:
  - Mura di Roccalbegna
  - Mura di Cana

- Roccastrada:
  - Mura di Roccastrada
  - Mura di Montemassi
  - Mura di Roccatederighi
  - Mura di Torniella

- Santa Fiora:
  - Mura di Santa Fiora

- Scansano:
  - Mura di Scansano

- Scarlino:
  - Mura di Scarlino

- Seggiano:
  - Mura di Seggiano

- Semproniano:
  - Mura di Semproniano
  - Mura di Rocchette di Fazio

- Sorano:
  - Mura di Sorano
  - Mura di Montorio
  - Mura di Sovana